# Diao Yinan
Diao Yinan (chinesisch 刁亦男, Pinyin Diāo Yìnán; * 6. Dezember 1968 in Xi’an, Provinz Shaanxi, China) ist ein chinesischer Regisseur, Drehbuchautor und Schauspieler.

## Leben
Diao Yinan studierte Literatur an der Zentralen Hochschule für Dramaturgie in Peking. 1992 schloss er sein Studium ab.
2014 gewann er für den Thriller Feuerwerk am helllichten Tage den Goldenen Bären der 64. Berlinale.
2019 erhielt er für den Thriller Der See der wilden Gänse (Nanfang Chezhan de Juhui) eine Einladung in den Wettbewerb des 72. Internationalen Filmfestivals von Cannes.

## Filmografie

### Drehbuch und Regie
- 2003: Uniform (制服,  Zhifu)[3]
- 2007: Night Train (夜车,  Yeche)
- 2014: Feuerwerk am helllichten Tage (白日焰火,  Bairi yanhuo)
- 2019: Der See der wilden Gänse (南方车站的聚会,  Nánfāng chēzhàn de jùhuì)

## Auszeichnung
- 2014: Internationale Filmfestspiele Berlin – Goldener Bär für Feuerwerk am helllichten Tage